# Mario Čuić
Mario Čuić (Spalato, 22 aprile 2001) è un calciatore croato, centrocampista dell'Istria 1961.

## Carriera

### Club

#### Gli inizi
Cresciuto nel settore giovanile dell'Hajduk Spalato, il 22 febbraio 2020 debutta con l'Hajduk Spalato II in occasione del match di campionato pareggiato in casa del Kustošija (1-1). L'11 giugno dello stesso anno debutta anche in prima squadra, parte da titolare nella trasferta di campionato vinta in casa dell'Istria 1961 (0-1). Il 12 luglio seguente mette a referto una doppietta nel derby di campionato vinto in casa della Dinamo Zagabria (2-3). Il 6 ottobre invece, esordisce in Coppa di Croazia partendo da titolare nel sedicesimo di finale vinto contro il Graničar Županja (1-2). Il 22 luglio 2021 fa il suo debutto in una competizione UEFA, subentra al posto di Marko Livaja in occasione del secondo turno di andata dei preliminari di Conference League vinto 2-0 contro il Tobyl.

#### Il prestito al Radomlje e la cessione all'Istria 1961
Il 19 gennaio 2022 viene ceduto in prestito secco al Radomlje, squadra militante in 1. SNL. Nella prima esperienza al Radomlje colleziona 6 presenze e 2 reti e il 7 luglio dello stesso anno viene riconfermato in prestito al club sloveno per un'altra stagione.
Di ritorno dal campionato sloveno, il 5 luglio 2023 viene ceduto a titolo definitivo all'Istria 1961. Il 23 luglio fa il suo debutto con i Puležani subentrando al posto di Frano Mlinar alla prima di campionato pareggiata 1-1 in casa della Lokomotiva Zagabria.

### Nazionale
Il 7 settembre 2021 fa il suo debutto con la Croazia U-21, subentra al posto di Adrian Liber nel match vinto in casa della Finlandia (0-2).

## Statistiche

### Cronologia presenze e reti in nazionale
| Cronologia completa delle presenze e delle reti in nazionale ― Croazia under 21 | Cronologia completa delle presenze e delle reti in nazionale ― Croazia under 21 | Cronologia completa delle presenze e delle reti in nazionale ― Croazia under 21 | Cronologia completa delle presenze e delle reti in nazionale ― Croazia under 21 | Cronologia completa delle presenze e delle reti in nazionale ― Croazia under 21 | Cronologia completa delle presenze e delle reti in nazionale ― Croazia under 21 | Cronologia completa delle presenze e delle reti in nazionale ― Croazia under 21 | Cronologia completa delle presenze e delle reti in nazionale ― Croazia under 21 |
| Data                                                                            | Città                                                                           | In casa                                                                         | Risultato                                                                       | Ospiti                                                                          | Competizione                                                                    | Reti                                                                            | Note                                                                            |
| ------------------------------------------------------------------------------- | ------------------------------------------------------------------------------- | ------------------------------------------------------------------------------- | ------------------------------------------------------------------------------- | ------------------------------------------------------------------------------- | ------------------------------------------------------------------------------- | ------------------------------------------------------------------------------- | ------------------------------------------------------------------------------- |
| 7-9-2021                                                                        | Oulu                                                                            | Finlandia under 21                                                              | 0 – 2                                                                           | Croazia under 21                                                                | Qual. Europeo Under-21 2023                                                     | -                                                                               | 86’                                                                             |
| Totale                                                                          |                                                                                 | Presenze                                                                        | 1                                                                               |                                                                                 | Reti                                                                            | 0                                                                               |                                                                                 |

| Cronologia completa delle presenze e delle reti in nazionale ― Croazia under 20 | Cronologia completa delle presenze e delle reti in nazionale ― Croazia under 20 | Cronologia completa delle presenze e delle reti in nazionale ― Croazia under 20 | Cronologia completa delle presenze e delle reti in nazionale ― Croazia under 20 | Cronologia completa delle presenze e delle reti in nazionale ― Croazia under 20 | Cronologia completa delle presenze e delle reti in nazionale ― Croazia under 20 | Cronologia completa delle presenze e delle reti in nazionale ― Croazia under 20 | Cronologia completa delle presenze e delle reti in nazionale ― Croazia under 20 |
| Data                                                                            | Città                                                                           | In casa                                                                         | Risultato                                                                       | Ospiti                                                                          | Competizione                                                                    | Reti                                                                            | Note                                                                            |
| ------------------------------------------------------------------------------- | ------------------------------------------------------------------------------- | ------------------------------------------------------------------------------- | ------------------------------------------------------------------------------- | ------------------------------------------------------------------------------- | ------------------------------------------------------------------------------- | ------------------------------------------------------------------------------- | ------------------------------------------------------------------------------- |
| 26-3-2021                                                                       | Zagabria                                                                        | Croazia under 20                                                                | 4 – 1                                                                           | Turchia under 20                                                                | Amichevole                                                                      | -                                                                               | 68’                                                                             |
| Totale                                                                          |                                                                                 | Presenze                                                                        | 1                                                                               |                                                                                 | Reti                                                                            | 0                                                                               |                                                                                 |

| Cronologia completa delle presenze e delle reti in nazionale ― Croazia under 19 | Cronologia completa delle presenze e delle reti in nazionale ― Croazia under 19 | Cronologia completa delle presenze e delle reti in nazionale ― Croazia under 19 | Cronologia completa delle presenze e delle reti in nazionale ― Croazia under 19 | Cronologia completa delle presenze e delle reti in nazionale ― Croazia under 19 | Cronologia completa delle presenze e delle reti in nazionale ― Croazia under 19 | Cronologia completa delle presenze e delle reti in nazionale ― Croazia under 19 | Cronologia completa delle presenze e delle reti in nazionale ― Croazia under 19 |
| Data                                                                            | Città                                                                           | In casa                                                                         | Risultato                                                                       | Ospiti                                                                          | Competizione                                                                    | Reti                                                                            | Note                                                                            |
| ------------------------------------------------------------------------------- | ------------------------------------------------------------------------------- | ------------------------------------------------------------------------------- | ------------------------------------------------------------------------------- | ------------------------------------------------------------------------------- | ------------------------------------------------------------------------------- | ------------------------------------------------------------------------------- | ------------------------------------------------------------------------------- |
| 5-9-2019                                                                        | Zagabria                                                                        | Croazia under 19                                                                | 0 – 0                                                                           | Russia under 19                                                                 | Amichevole                                                                      | -                                                                               | 60’                                                                             |
| 7-9-2019                                                                        | Ivanić-Grad                                                                     | Croazia under 19                                                                | 1 – 1                                                                           | Francia under 19                                                                | Amichevole                                                                      | -                                                                               | 59’                                                                             |
| 9-9-2019                                                                        | Krapina                                                                         | Croazia under 19                                                                | 3 – 4                                                                           | Slovenia under 19                                                               | Amichevole                                                                      | -                                                                               | 58’                                                                             |
| 9-10-2019                                                                       | Győr                                                                            | Croazia under 19                                                                | 3 – 0                                                                           | Kazakistan under 19                                                             | Qual. Europeo Under-19 2020                                                     | 1                                                                               | 81’                                                                             |
| 12-10-2019                                                                      | Győr                                                                            | Croazia under 19                                                                | 2 – 0                                                                           | Ungheria under 19                                                               | Qual. Europeo Under-19 2020                                                     | -                                                                               | 84’                                                                             |
| 15-10-2019                                                                      | Győr                                                                            | Georgia under 19                                                                | 2 – 0                                                                           | Croazia under 19                                                                | Qual. Europeo Under-19 2020                                                     | -                                                                               | 73’                                                                             |
| 18-2-2020                                                                       | Medolino                                                                        | Croazia under 19                                                                | 4 – 0                                                                           | Austria under 19                                                                | Amichevole                                                                      | -                                                                               | 83’                                                                             |
| 8-10-2020                                                                       | Krapina                                                                         | Croazia under 19                                                                | 3 – 3                                                                           | Slovenia under 19                                                               | Amichevole                                                                      | -                                                                               | 54’                                                                             |
| Totale                                                                          |                                                                                 | Presenze                                                                        | 8                                                                               |                                                                                 | Reti                                                                            | 1                                                                               |                                                                                 |

| Cronologia completa delle presenze e delle reti in nazionale ― Croazia under 18 | Cronologia completa delle presenze e delle reti in nazionale ― Croazia under 18 | Cronologia completa delle presenze e delle reti in nazionale ― Croazia under 18 | Cronologia completa delle presenze e delle reti in nazionale ― Croazia under 18 | Cronologia completa delle presenze e delle reti in nazionale ― Croazia under 18 | Cronologia completa delle presenze e delle reti in nazionale ― Croazia under 18 | Cronologia completa delle presenze e delle reti in nazionale ― Croazia under 18 | Cronologia completa delle presenze e delle reti in nazionale ― Croazia under 18 |
| Data                                                                            | Città                                                                           | In casa                                                                         | Risultato                                                                       | Ospiti                                                                          | Competizione                                                                    | Reti                                                                            | Note                                                                            |
| ------------------------------------------------------------------------------- | ------------------------------------------------------------------------------- | ------------------------------------------------------------------------------- | ------------------------------------------------------------------------------- | ------------------------------------------------------------------------------- | ------------------------------------------------------------------------------- | ------------------------------------------------------------------------------- | ------------------------------------------------------------------------------- |
| 15-7-2018                                                                       | Niigata                                                                         | Giappone under 18                                                               | 3 – 0                                                                           | Croazia under 18                                                                | Amichevole                                                                      | -                                                                               | 46’                                                                             |
| 16-7-2018                                                                       | Niigata                                                                         | Messico under 18                                                                | 2 – 0                                                                           | Croazia under 18                                                                | Amichevole                                                                      | -                                                                               | 75’                                                                             |
| Totale                                                                          |                                                                                 | Presenze                                                                        | 2                                                                               |                                                                                 | Reti                                                                            | 0                                                                               |                                                                                 |